# Dolina Prądnika (użytek ekologiczny)
Dolina Prądnika – użytek ekologiczny w północno-zachodniej części Krakowa, w dzielnicy IV Prądnik Biały, między Witkowicami a Zielonkami. Obejmuje fragment doliny rzeki Prądnik (zwanej na tym odcinku Białuchą) od ul. Górnickiego do granicy miasta Krakowa z Zielonkami. Został utworzony uchwałą Rady Miasta Krakowa z dnia 17 grudnia 2008 roku.
Użytek ekologiczny Dolina Prądnika zajmuje powierzchnię 14,145 ha. Został ustanowiony w celu ochrony naturalnie meandrującego koryta rzeki Prądnik, które stanowi ważne siedlisko przyrodnicze oraz stanowisko rzadkich lub chronionych gatunków. Odnotowano tutaj 19 gatunków ssaków (m.in. borowca wielkiego, bobra i wydrę) oraz 51 gatunków ptaków (m.in. jedyne stwierdzone w Krakowie miejsce występowania pliszki górskiej).
Północna część użytku położona jest w otulinie Parku Krajobrazowego Dolinki Krakowskie.

## Galeria

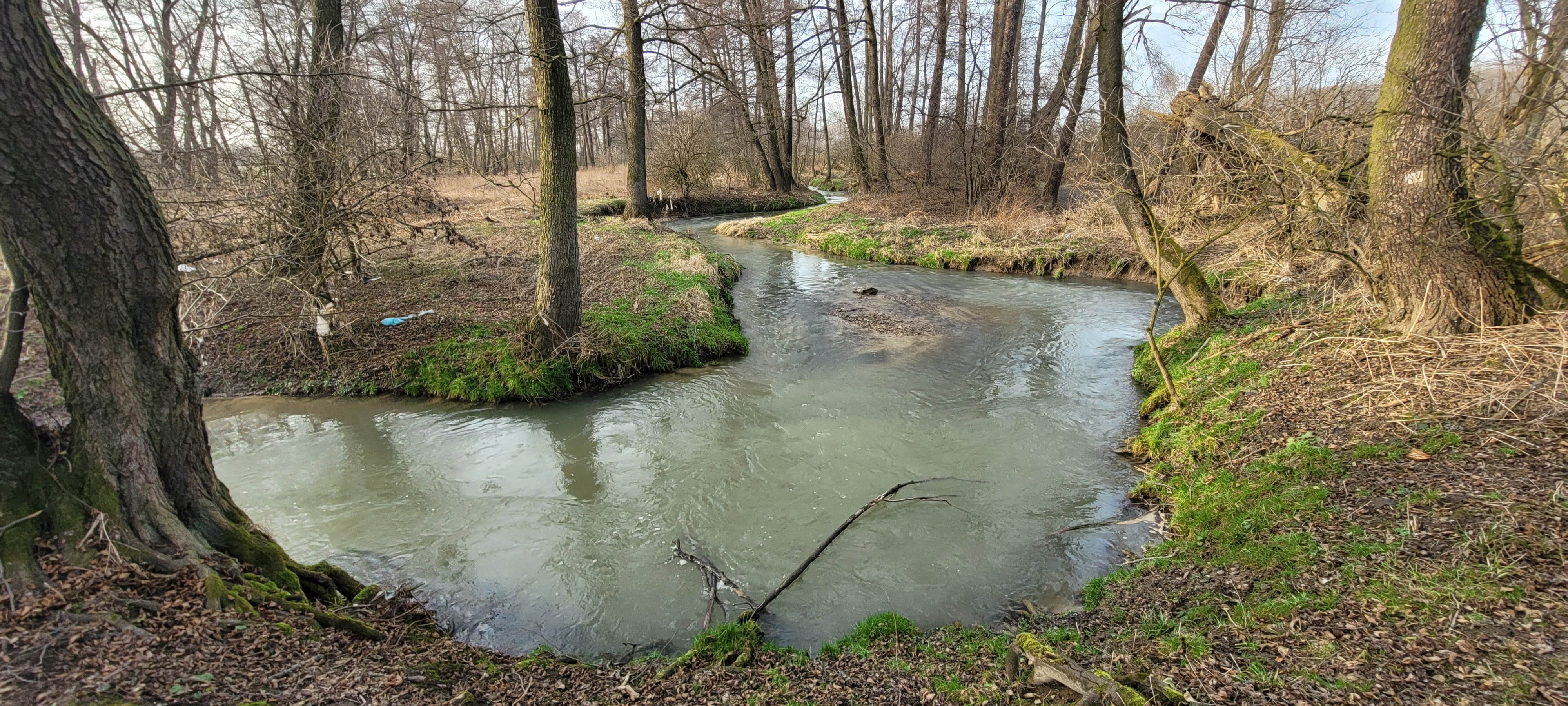
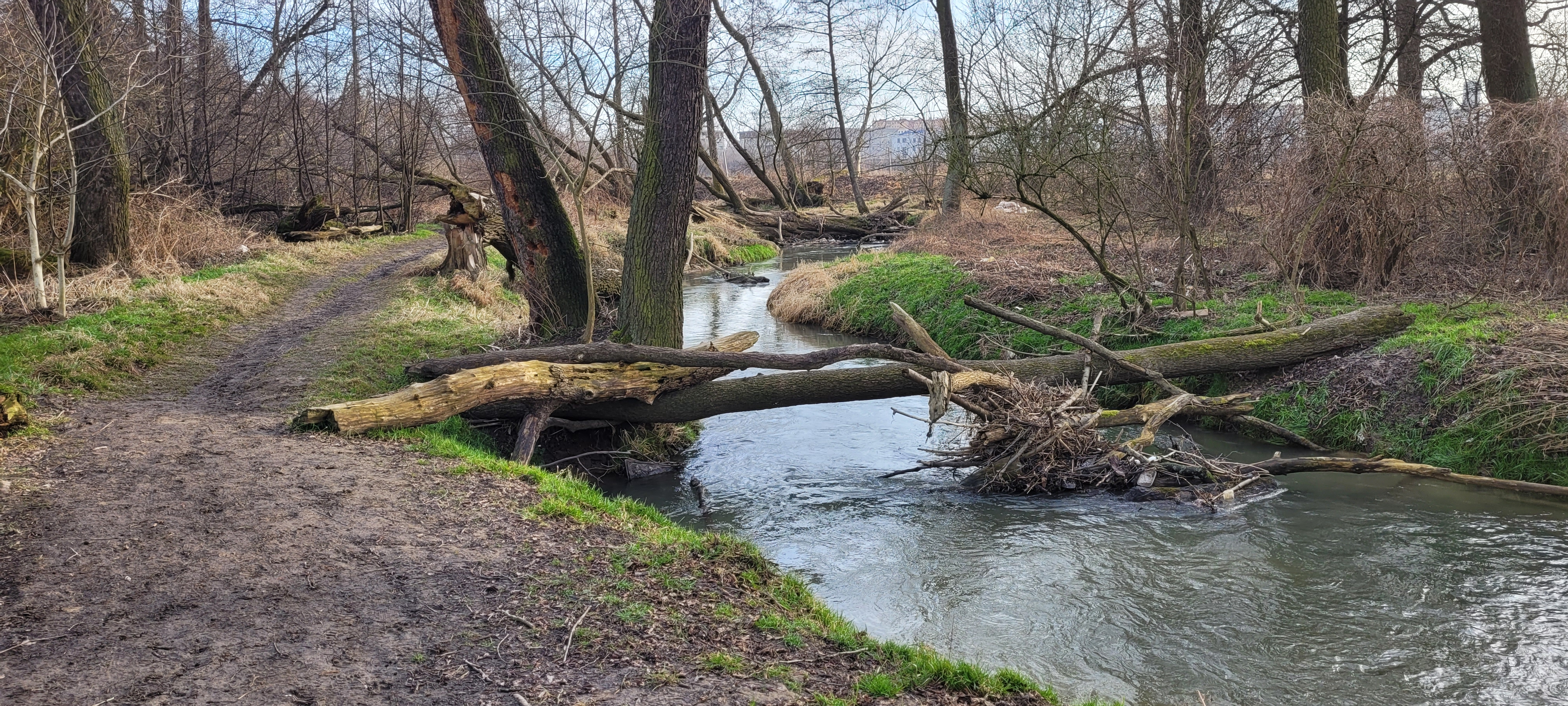
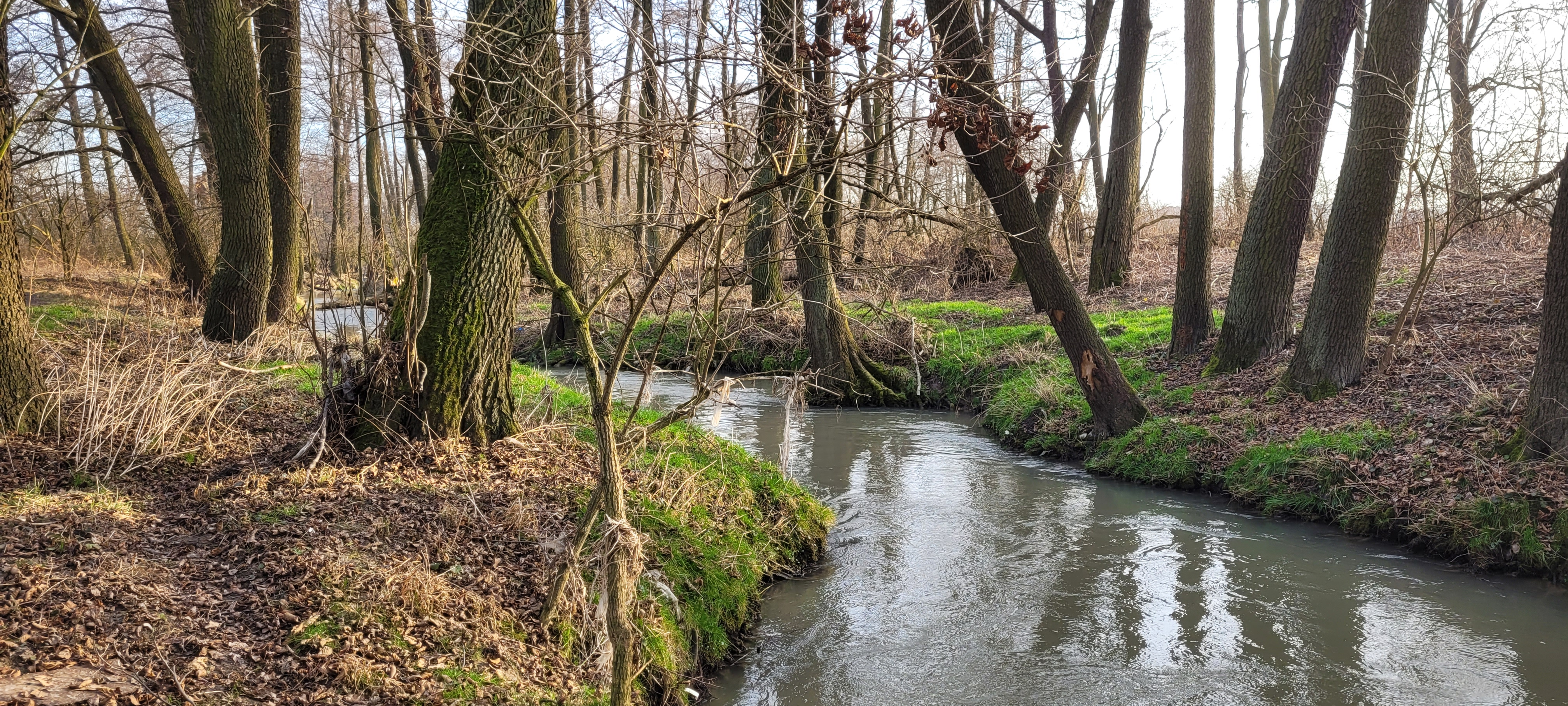
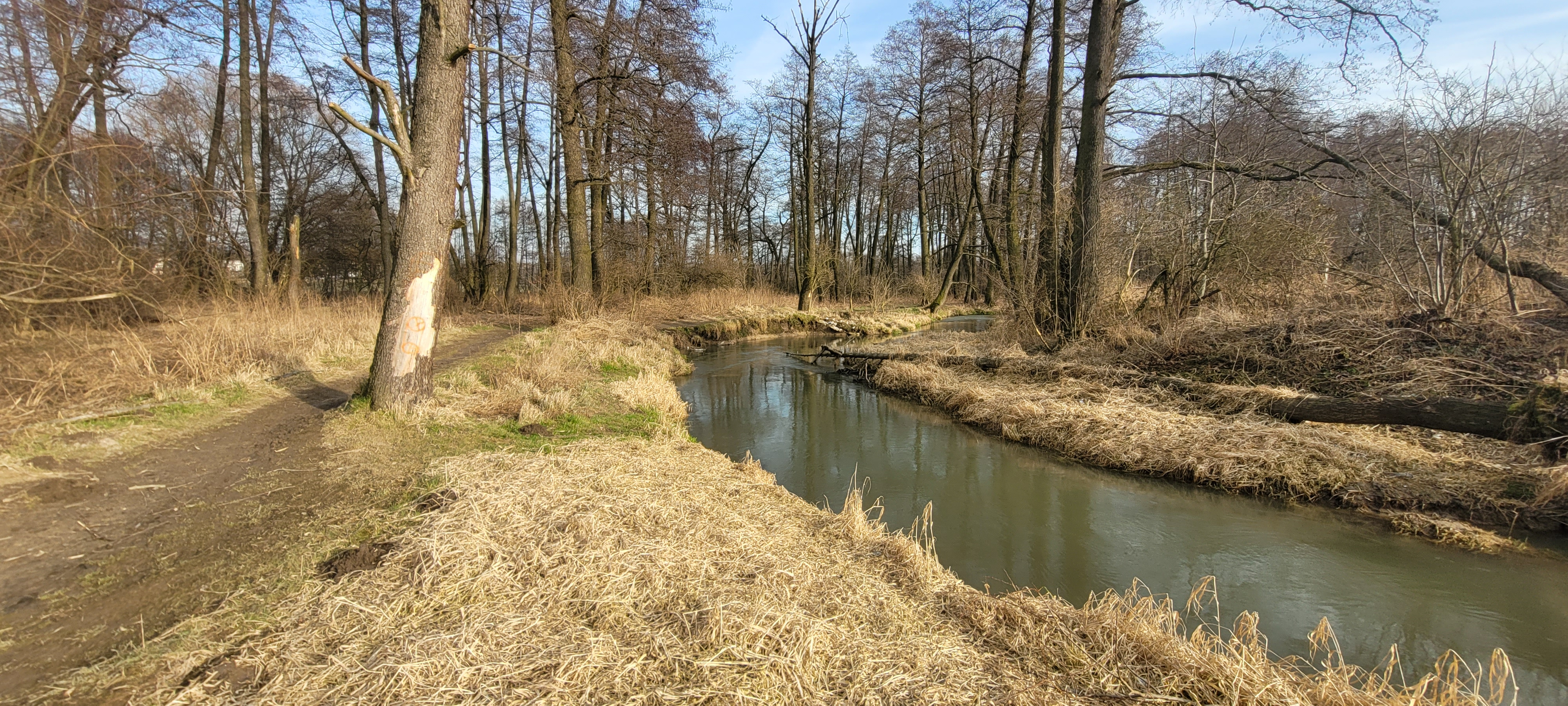
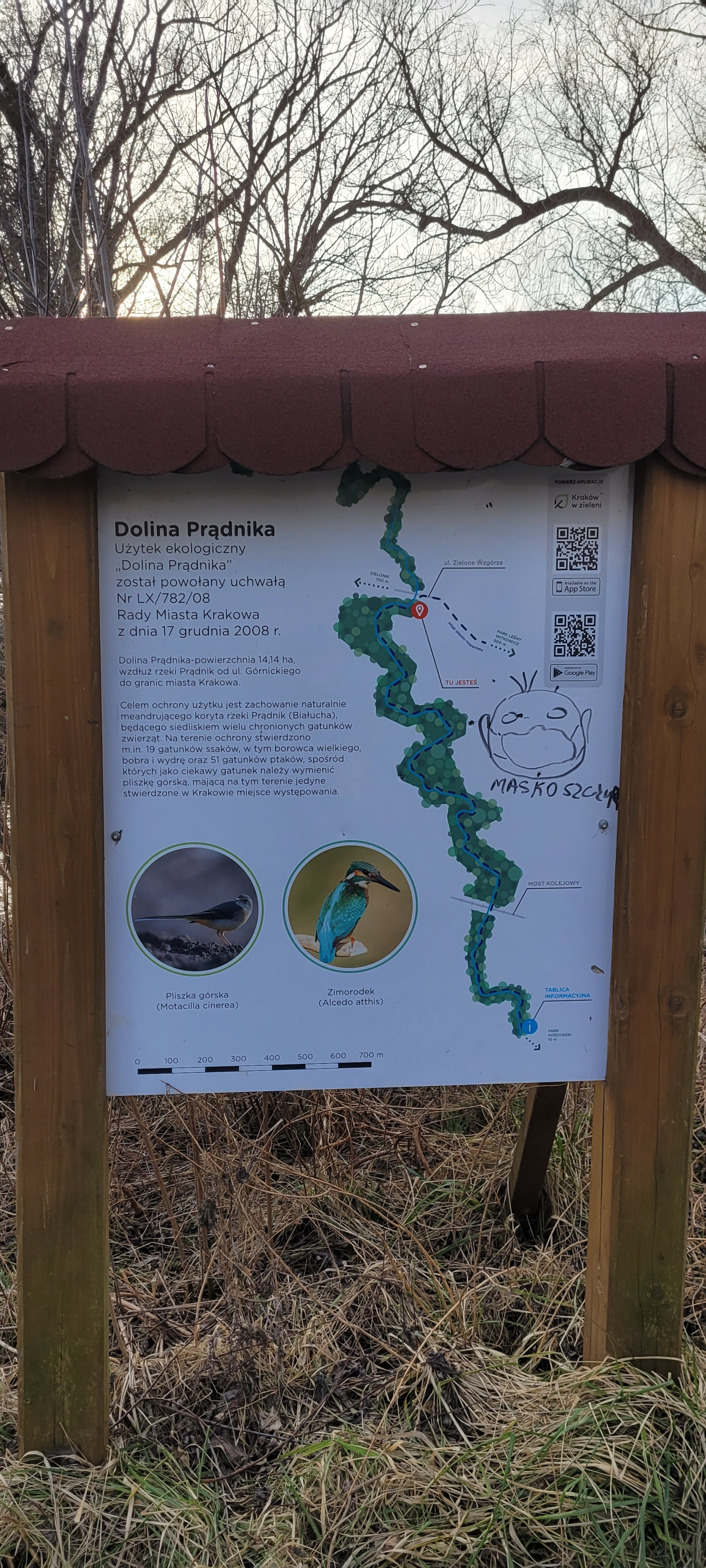